# Pereked
Pereked là một thị trấn thuộc hạt Baranya, Hungary. Thị trấn này có diện tích 6,74 km², dân số năm 2010 là 178 người, mật độ 26 người/km².